# Liste der Gemeinden im Landkreis Garmisch-Partenkirchen

Karte des Landkreises Garmisch-Partenkirchen

Die Liste der Gemeinden im Landkreis Garmisch-Partenkirchen gibt einen Überblick über die 22 kleinsten Verwaltungseinheiten des Landkreises. Drei der Gemeinden sind Märkte, Städte gibt es im Landkreis keine. Der Landkreis Garmisch-Partenkirchen ist heute der einzige Landkreis Deutschlands, in dem nicht eine Stadt Sitz der Kreisverwaltung ist, sondern ein Markt. Vor den Gebietsreformen in den verschiedenen Bundesländern war diese Situation noch häufiger anzutreffen. Der Markt Garmisch-Partenkirchen mit ihren 28.263 Einwohnern ist der dann so genannte Kreishauptort des Landkreises und hat auch den Titel Leistungsfähige kreisangehörige Gemeinde, damit hat die Gemeinde auf dem Gebiet der Bauaufsicht und des Wasserrechts vergleichbare Aufgaben wie eine Große Kreisstadt in Bayern.
In seiner heutigen Form entstand der Landkreis Garmisch-Partenkirchen im Zuge der im Jahr 1972 durchgeführten bayerischen Gebietsreform. Der Landkreis wurde aus dem Landkreis Garmisch-Partenkirchen, elf Gemeinden des ehemaligen Landkreises Weilheim i.OB. und einer Gemeinde des ehemaligen Landkreises Schongau gebildet. Die heutige Gemeindegliederung war im Jahr 1979 abgeschlossen. Bei den Gemeinden ist vermerkt, zu welchem Landkreis der Hauptort der Gemeinde vor der Gebietsreform gehörte. Bei den Teilorten der Gemeinden ist das Jahr vermerkt, in dem diese der Gemeinde beitraten.

## Beschreibung
Weiter gegliedert werden kann der Landkreis in vier Verwaltungsgemeinschaften (VG):
- VG Ohlstadt: mit den Gemeinden Ohlstadt, Eschenlohe, Großweil und Schwaigen;
- VG Saulgrub: mit den Gemeinden Saulgrub und Bad Bayersoien;
- VG Seehausen a.Staffelsee: mit den Gemeinden Seehausen a.Staffelsee, Riegsee und Spatzenhausen;
- VG Unterammergau: mit den Gemeinden Unterammergau und Ettal;

Die Märkte Garmisch-Partenkirchen, Mittenwald und Murnau a.Staffelsee sind wie die Gemeinden Bad Kohlgrub, Farchant, Grainau, Krün, Oberammergau, Oberau, Uffing a.Staffelsee und Wallgau nicht Mitglied einer Verwaltungsgemeinschaft.
Der Landkreis hat eine Gesamtfläche von 1.012,28 km2. Die größte Fläche innerhalb des Landkreises hat der Markt Garmisch-Partenkirchen mit 205,66 km2 gefolgt von Mittenwald mit 132,85 km2 und Eschenlohe mit 55,05 km2. Drei Gemeinden haben eine Fläche die größer ist als 40 km2, sechs Gemeinden haben eine Fläche von über 30 km2, fünf Gemeinden sind über 20 km2 groß, vier Gemeinden sind über 10 km2 groß und eine Gemeinde ist kleiner als 10 km2. Die kleinsten Flächen haben die Gemeinden Seehausen a.Staffelsee mit 15,71 km2, Ettal mit 14,75 km2 und Spatzenhausen mit 7,74 km2. Das gemeindefreie Gebiet Ettaler Forst hat eine Größe von 83,46 km2.
Den größten Anteil an der Bevölkerung des Landkreises von 89.322 Einwohnern haben die Märkte Garmisch-Partenkirchen mit 28.263 Einwohnern, Murnau a.Staffelsee mit 11.946 Einwohnern und Mittenwald mit 7372 Einwohnern. Die Gemeinde Oberammergau hat über 5.000 Einwohner, vier Gemeinden haben über 3.000, drei über 2.000 und acht über 1.000 Einwohner. Die restlichen drei Gemeinden haben unter 1.000 Einwohner, das sind Ettal mit 680 Einwohnern, Spatzenhausen mit 740 und Schwaigen mit 622 Einwohnern.
Der gesamte Landkreis Garmisch-Partenkirchen hat eine Bevölkerungsdichte von 88 Einwohnern pro km2. Die größte Bevölkerungsdichte innerhalb des Kreises haben die Gemeinden Murnau a.Staffelsee mit 314 Einwohnern pro km2, Oberammergau mit 173 und Oberau mit 175. Drei weitere Gemeinden haben eine Bevölkerungsdichte von über 100, darunter Garmisch-Partenkirchen, alle anderen 16 Gemeinden haben eine Bevölkerungsdichte von unter 100. Von diesen 16 Gemeinden hat nur eine Gemeinde, Spatzenhausen, eine höhere Bevölkerungsdichte als der Landkreisdurchschnitt von 88. Die am dünnsten besiedelten Gemeinden sind Wallgau mit 44, Eschenlohe mit 28 und Schwaigen mit 26 Einwohnern pro km2.

## Legende
- Gemeinde: Name der Gemeinde und Angabe, zu welchem Landkreis der namensgebende Ort der Gemeinde vor der Gebietsreform gehörte
- Teilorte: Aufgezählt werden die ehemals selbständigen Gemeinden der Verwaltungseinheit. Dazu ist das Jahr der Eingemeindung angegeben.
- VG: Zeigt die Zugehörigkeit zu einer der Verwaltungsgemeinschaften
- Wappen: Wappen der Gemeinde
- Karte: Zeigt die Lage der Gemeinde im Landkreis
- Fläche: Fläche der Gemeinde, angegeben in Quadratkilometer
- Einwohner: Zahl der Menschen die in der Gemeinde leben (Stand: 31. Dezember 2023[1])
- EW-Dichte: Angegeben ist die Einwohnerdichte, gerechnet auf die Fläche der Verwaltungseinheit, angegeben in Einwohner pro km2 (Stand: 31. Dezember 2023[2])
- Höhe: Höhe der namensgebenden Ortschaft in Meter über Normalnull[3]
- Bild: Bild aus der jeweiligen Gemeinde

## Gemeinden
| Gemeinde | Teilorte                                              | VG                        | Wappen                                        | Karte                                                                             | Fläche   | Einwohner | EW- Dichte | Höhe | Bild |
| --- | ----------------------------------------------------- | ------------------------- | --------------------------------------------- | --------------------------------------------------------------------------------- | -------- | --------- | ---------- | ---- | --- |
| Landkreis Garmisch-Partenkirchen                                                                                   |                                                       |                           | Wappen des Landkreises Garmisch-Partenkirchen | Lage des Landkreises Garmisch-Partenkirchen in Bayern                             | 1.012,28 | 89,322    | 88         |      | Zugspitzgipfel · Burg Werdenfels – das Gebiet des Landkreises Garmisch-Partenkirchen wird Werdenfelser Land genannt                                   |
| Bad Bayersoien (gehörte vor der Gebietsreform zum Landkreis Schongau)                                              | Bad Bayersoien                                        | VG Saulgrub               | Wappen der Gemeinde Bad Bayersoien            | Lage der Gemeinde Bad Bayersoien im Landkreis Garmisch-Partenkirchen              | 17,65    | 1.273     | 72         | 811  | Blick auf Bad Bayersoien über den Bayersoiener See |
| Bad Kohlgrub (gehörte vor der Gebietsreform zum Landkreis Garmisch-Partenkirchen)                                  | Bad Kohlgrub                                          |                           | Wappen der Gemeinde Bad Kohlgrub              | Lage der Gemeinde Bad Kohlgrub im Landkreis Garmisch-Partenkirchen                | 32,66    | 2.883     | 88         | 828  | Bad Kohlgrub – Ortsansicht um das Jahr 1900 |
| Eschenlohe (gehörte vor der Gebietsreform zum Landkreis Garmisch-Partenkirchen)                                    | Eschenlohe                                            | VG Ohlstadt               | Wappen der Gemeinde Eschenlohe                | Lage der Gemeinde Eschenlohe im Landkreis Garmisch-Partenkirchen                  | 55,05    | 1.548     | 28         | 639  | Die neue Loisachbrücke in Eschenlohe, die im Zuge der Hochwasserschutzmaßnahmen nach den Hochwässern 1999 und 2005 gebaut wurde                       |
| Ettal (gehörte vor der Gebietsreform zum Landkreis Garmisch-Partenkirchen)                                         | Ettal                                                 | VG Unterammergau          | Wappen der Gemeinde Ettal                     | Lage der Gemeinde Ettal im Landkreis Garmisch-Partenkirchen                       | 14,75    | 680       | 46         | 877  | Kloster Ettal · Schloss Linderhof – erbaut von König Ludwig II.                                                                                       |
| Farchant (gehörte vor der Gebietsreform zum Landkreis Garmisch-Partenkirchen)                                      | Farchant                                              |                           | Wappen der Gemeinde Farchant                  | Lage der Gemeinde Farchant im Landkreis Garmisch-Partenkirchen                    | 25,76    | 3.550     | 138        | 672  | Farchant – Wasserfall am Walderlebnispfad |
| Garmisch-Partenkirchen (Markt, Kreishauptort) (gehörte vor der Gebietsreform zum Landkreis Garmisch-Partenkirchen) | Garmisch-Partenkirchen Wamberg (1978)                 |                           | Wappen der Gemeinde Garmisch-Partenkirchen    | Lage der Gemeinde Garmisch-Partenkirchen im Landkreis Garmisch-Partenkirchen      | 205,66   | 28,263    | 137        | 708  | Königshaus am Schachen – erbaut von König Ludwig II.                                                                                                  |
| Grainau (gehörte vor der Gebietsreform zum Landkreis Garmisch-Partenkirchen)                                       | Grainau                                               |                           | Wappen der Gemeinde Grainau                   | Lage der Gemeinde Grainau im Landkreis Garmisch-Partenkirchen                     | 49,38    | 3.578     | 72         | 758  | Kirche von Grainau mit dem Bergmassiv der Zugspitze im Hintergrund · Blick von der Zugspitze auf den Eibsee                                           |
| Großweil (gehörte vor der Gebietsreform zum Landkreis Weilheim i.OB.)                                              | Großweil Kleinweil                                    | VG Ohlstadt               | Wappen der Gemeinde Großweil                  | Lage der Gemeinde Großweil im Landkreis Garmisch-Partenkirchen                    | 22,04    | 1.599     | 73         | 622  | im Freilichtmuseum Glentleiten |
| Krün (gehörte vor der Gebietsreform zum Landkreis Garmisch-Partenkirchen)                                          | Krün                                                  |                           | Wappen der Gemeinde Krün                      | Lage der Gemeinde Krün im Landkreis Garmisch-Partenkirchen                        | 36,32    | 1.995     | 55         | 875  | Schloss Elmau |
| Mittenwald (Markt) (gehörte vor der Gebietsreform zum Landkreis Garmisch-Partenkirchen)                            | Mittenwald                                            |                           | Wappen der Gemeinde Mittenwald                | Lage der Gemeinde Mittenwald im Landkreis Garmisch-Partenkirchen                  | 132,85   | 7.372     | 55         | 911  | Kirche von Mittenwald · Denkmal für Matthias Klotz, der um das Jahr 1680 den Geigenbau und damit in der Folge etwas Wohlstand nach Mittenwald brachte |
| Murnau a.Staffelsee (Markt) (gehörte vor der Gebietsreform zum Landkreis Weilheim i.OB.)                           | Murnau a.Staffelsee Hechendorf (1978) Weindorf (1974) |                           | Wappen der Gemeinde Murnau a.Staffelsee       | Lage der Gemeinde Murnau a.Staffelsee im Landkreis Garmisch-Partenkirchen         | 38,05    | 11,946    | 314        | 688  | Haus von Gabriele Münter in Murnau am Staffelsee |
| Oberammergau (gehörte vor der Gebietsreform zum Landkreis Garmisch-Partenkirchen)                                  | Oberammergau                                          |                           | Wappen der Gemeinde Oberammergau              | Lage der Gemeinde Oberammergau im Landkreis Garmisch-Partenkirchen                | 30,06    | 5.213     | 173        | 837  | Passionstheater Oberammergau (innen) – Juni 2010 · Lüftlmalerei an einem Haus in Oberammergau                                                         |
| Oberau (gehörte vor der Gebietsreform zum Landkreis Garmisch-Partenkirchen)                                        | Oberau                                                |                           | Wappen der Gemeinde Oberau                    | Lage der Gemeinde Oberau im Landkreis Garmisch-Partenkirchen                      | 17,86    | 3.126     | 175        | 659  | Oberau – Ortsansicht um das Jahr 1900 |
| Ohlstadt (gehörte vor der Gebietsreform zum Landkreis Garmisch-Partenkirchen)                                      | Ohlstadt                                              | VG Ohlstadt               | Wappen der Gemeinde Ohlstadt                  | Lage der Gemeinde Ohlstadt im Landkreis Garmisch-Partenkirchen                    | 41,17    | 3.344     | 81         | 664  | Gipfelkreuz des im Osten des Gemeindegebiets liegenden Heimgarten                                                                                     |
| Riegsee (gehörte vor der Gebietsreform zum Landkreis Weilheim i.OB.)                                               | Riegsee Aidling (1978)                                | VG Seehausen a.Staffelsee | Wappen der Gemeinde Riegsee                   | Lage der Gemeinde Riegsee im Landkreis Garmisch-Partenkirchen                     | 20,44    | 1.251     | 61         | 658  | Luftbild des Riegsees und der Gemeinde Riegsee |
| Saulgrub (gehörte vor der Gebietsreform zum Landkreis Garmisch-Partenkirchen)                                      | Saulgrub                                              | VG Saulgrub               | Wappen der Gemeinde Saulgrub                  | Lage der Gemeinde Saulgrub im Landkreis Garmisch-Partenkirchen                    | 35,49    | 1.653     | 47         | 885  | Blick auf Saulgrub von Südosten |
| Schwaigen (gehörte vor der Gebietsreform zum Landkreis Garmisch-Partenkirchen)                                     | Schwaigen                                             | VG Ohlstadt               | Wappen der Gemeinde Schwaigen                 | Lage der Gemeinde Schwaigen im Landkreis Garmisch-Partenkirchen                   | 23,58    | 622       | 26         | 656  | Grafenaschau mit dem Rißberg im Hintergrund |
| Seehausen a.Staffelsee (gehörte vor der Gebietsreform zum Landkreis Weilheim i.OB.)                                | Seehausen a.Staffelsee                                | VG Seehausen a.Staffelsee | Wappen der Gemeinde Seehausen a.Staffelsee    | Lage der Gemeinde Seehausen a.Staffelsee im Landkreis Garmisch-Partenkirchen      | 15,71    | 2.467     | 157        | 655  | Personenfähre „Seehausen“ am Staffelsee |
| Spatzenhausen (gehörte vor der Gebietsreform zum Landkreis Weilheim i.OB.)                                         | Spatzenhausen                                         | VG Seehausen a.Staffelsee | Wappen der Gemeinde Spatzenhausen             | Lage der Gemeinde Spatzenhausen im Landkreis Garmisch-Partenkirchen               | 7,74     | 740       | 96         | 666  | Panorama bei Spatzenhausen |
| Uffing am Staffelsee (gehörte vor der Gebietsreform zum Landkreis Weilheim i.OB.)                                  | Uffing a.Staffelsee Schöffau                          |                           | Wappen der Gemeinde Uffing a.Staffelsee       | Lage der Gemeinde Uffing a.Staffelsee im Landkreis Garmisch-Partenkirchen         | 43,0     | 3.073     | 71         | 658  | Luftbild von Uffing a.Staffelsee mit dem nördlichen Teil des Staffelsees                                                                              |
| Unterammergau (gehörte vor der Gebietsreform zum Landkreis Garmisch-Partenkirchen)                                 | Unterammergau                                         | VG Unterammergau          | Wappen der Gemeinde Unterammergau             | Lage der Gemeinde Unterammergau im Landkreis Garmisch-Partenkirchen               | 29,9     | 1.645     | 55         | 836  | am Pürschling |
| Wallgau (gehörte vor der Gebietsreform zum Landkreis Garmisch-Partenkirchen)                                       | Wallgau                                               |                           | Wappen der Gemeinde Wallgau                   | Lage der Gemeinde Wallgau im Landkreis Garmisch-Partenkirchen                     | 33,96    | 1.501     | 44         | 866  | Kirche von Wallgau · Isartal bei Wallgau |
| Gemeindefreie Gebiete                                                                                              | Ettaler Forst                                         |                           |                                               | Lage des Gemeindefreien Gebiets Ettaler Forst im Landkreis Garmisch-Partenkirchen | 83,46    |           |            |      | |